# Asplanchnidae
Famille
Les Asplanchnidae constituent une famille de rotifères de l'ordre des Ploima.

## Liste des genres et espèces
Selon Catalogue of Life (9 août 2017) :
- genre Asplanchna ;
- genre Asplanchnopus ;
- genre Harringia.

Selon NCBI (9 août 2017) :
- genre Asplanchna ;
  - Asplanchna brightwellii ;
  - Asplanchna intermedia ;
  - Asplanchna sieboldi ;
  - Asplanchna silvestrii ;
- genre Asplanchnopus ;
  - Asplanchnopus dahlgreni.

Selon World Register of Marine Species (9 août 2017) :
- genre Asplanchna Gosse, 1850.